# Трибой, Вера Кирилловна
Вера Кирилловна Трибой (07.08.1931—12.10.1982) — бригадир колхоза «Бируинца» Страшенского района Молдавской ССР, Герой Социалистического Труда (1966).

## Биография
Родилась в селе Кожушна, ныне Страшенский район Молдавии. 
Работала в родном селе в колхозе «Бируница». В 1951—1970 годах возглавляла виноградарскую бригаду № 4. Её бригада ни разу не получала урожайность ниже 80 центнеров с гектара. В 1966 году выращено по 122 ц/га, в 1969 году — по 122,6 ц/га на площади 118 га.
С 1970 года на пенсии по инвалидности. С 1971 года рабочая совхоза «Бируница». С 1978 года агроном Молдавского совхоза-техникума виноградарства (с. Кожушна).
Герой Социалистического Труда (1966).
Член КПСС с 1955 года. Делегат XXIII съезда КПСС (1966). Депутат Совета Национальностей Верховного Совета СССР 7-го созыва.